# Emenon
Emenon († 22. Juni 866 in Rancogne) war Graf von Poitou und später Graf von Angoulême.

## Leben
Am 9. Juni 828 war Emenon, offenbar als Graf von Poitou, der Vorsitzende des Hofrats, den König Pippin I. von Aquitanien in Chasseneuil abhielt. Er stand an Pippins Seite in dessen Kampf gegen Kaiser Ludwig den Frommen und übertrug nach Pippins Tod 838 die Unterstützung auf dessen Sohn Pippin II.: Emenon proklamierte Pippin II. zum König von Aquitanien in Opposition zu Kaiser Ludwig, der daraufhin in Poitou einfiel und 839 Emenon sowie seinen Bruder Bernhard vertrieb. Emenon fand in Angoulême Zuflucht bei Turpion, einem weiteren Bruder.
Zwischen 845 und 848 trat er als Graf von Périgueux auf, später als Graf von Angoulême, wo er seinem Bruder Turpion folgte, nachdem dieser am 4. Oktober 863 gegen die Wikinger gefallen war.
Er selbst starb im dritten Jahr seiner Regierungszeit am 22. Juni 866 in der Burg Rancogne an den Verletzungen, die er sich im Kampf gegen Landri, den Grafen von Saintes, um die Burg Bouteville zugezogen hatte. Emenon wurde in der Kirche Saint-Cybard in Angoulême bestattet.

## Familie
Wie aus den Berichten über seine Flucht aus Poitiers hervorgeht, hatte Emenon zwei Brüder, Bernhard und Turpion. Verheiratet war er mit einer Tochter des Grafen Odo von Troyes und dessen Ehefrau Wandilmodis, mit der er mindestens zwei Kinder hatte: 
- Ademar, der beim Tod seines Vaters noch minderjährig war[9] und später Graf von Poitou wurde, und
- Adalhelm, der seinem Onkel mütterlicherseits als Graf von Troyes folgte.

Aus weiteren Quellen ergibt sich, dass er eine weitere Ehe schloss. Diese Ehefrau war Sancha, Tochter von Sancho und Schwester des Grafen Aznar der Vasconia (Haus Gascogne); mit ihr hatte er einen Sohn:
- Arnaldus, † 885/887, 864 Graf (oder Herzog) der Gascogne

Nicht geklärt ist, wer die Eltern Emenons waren. Michel Dillange sieht ihn als Sohn von Dietrich II., Graf von Autun, oder dessen Bruder Adalhelm (Alleaume), was ihn den Gellones zuordnen würde. Bei Schwennicke wird Bernhard von Gothien, der Sohn von Emenons Bruder Bernhard von Poitiers, als Enkel Adalhelms ausgewiesen, was angesichts Bilichilde als Mutter bzw. Ehefrau und Rorico von Maine als Großvater mütterlicherseits erzwingt, dass Adalhelm der Großvater väterlicherseits ist. Bei web.genealogie wird Emenon als Sohn von Rothaire/Rohier/Rathier/Ithier Graf von Limoges, X 841 und einer Tochter Pippins I. von Aquitanien bezeichnet, was schon rein zeitlich (Pippin heiratete 822) nicht möglich ist (Ratger war vermutlich ein Schwiegersohn Ludwigs des Frommen).